# Sealand, Wales
Sealand är en community i Storbritannien.   Den ligger i kommunen Flintshire och riksdelen Wales, i den södra delen av landet, 270 km nordväst om huvudstaden London.
Den största orten i Sealand community är Garden City, ursprungligen byggd för stålverksarbetare i Shotton.